# Europoles
Europoles GmbH & Co. KG – międzynarodowe przedsiębiorstwo z siedzibą w Neumarkt in der Oberpfalz w Niemczech, specjalizujące się w produkcji słupów, masztów i wież telekomunikacyjnych znajdujących zastosowanie m.in. w oświetleniu, energetyce, transporcie i telekomunikacji. 
Pierwszy producent słupów, masztów i wież który wprowadził technologię spawania laserowego do produkcji stożkowych słupów stalowych. Technologia ta ma znaczący wpływ na jakość produktu, oszczędność materiału oraz poprawę bezpieczeństwa biernego produktu.
Dostawca systemów oświetleniowych:
- drogowego
- projektorowego
- masztów reklamowych
- podpór architektonicznych.

Oferuje szeroką gamę produktów wytwarzanych z różnych materiałów, tj.: 
- betonu
- stali
- włókna szklanego

Siedziba główna firmy: Neumarkt in der Oberpfalz region Bawaria w Niemczech.
Oddziały firmy: Europa, Afryka, Bliski Wschód.
Europoles należy do VTC Industrie Holding GmbH.

## Historia
- 1881: Początek produkcji słupów z drewna (Pfleiderer Industrie)
- 1956: Budowa zakładu produkcji słupów z betonu w Neumarkt in der Oberpfalz
- 1957: Rozpoczęcie produkcji w Neumarkt in der Oberpfalz
- 1968: Stutysięczny słup wyprodukowany w Neumarkt in der Oberpfalz
- 1969: Uruchomienie produkcji słupów telekomunikacyjnych
- 1972: Rozpoczęcie produkcji słupów wielkogabarytowych
- 1982: Pierwszy słup hybrydowy (beton wirowany + stal)
- 1991: Uruchomienie największej na świecie linii produkcyjnej słupów strunobetonowych
- 1998: Powstaje pierwsza filia firmy w Polsce
- 2004: Produkcja słupów, wież, masztów zostaje wydzielona z palety innych produktów przez grupę VTC – powstaje nowa marka EUROPOLES
- 2008: Rozpoczęcie budowy  nowej fabryki w Starym Mieście pod Koninem
- 2010: Rozpoczęcie produkcji słupów oświetleniowych spawanych laserowo